# Xuân Giang, Nghi Xuân
Xuân Giang là xã thuộc huyện Nghi Xuân, tỉnh Hà Tĩnh, Việt Nam.

## Địa giới hành chính
Xã Xuân Giang nằm ở phía tây của huyện Nghi Xuân, thuộc hữu ngạn sông Lam.
- Phía đông giáp các xã Tiên Điền và Xuân Mỹ, huyện Nghi Xuân;
- Phía nam giáp các xã Xuân Mỹ và Xuân Viên, huyện Nghi Xuân;
- Phía tây giáp thị trấn Xuân An, huyện Nghi Xuân và phường Bến Thủy, thành phố Vinh, tỉnh Nghệ An (ranh giới tự nhiên là sông Lam);
- Phía bắc giáp phường Hưng Dũng, xã Hưng Hòa, thành phố Vinh, Nghệ An và thị trấn Nghi Xuân, huyện Nghi Xuân.

## Hành chính
Xã Xuân Giang chia làm hai phần:
- Phần đất liền gồm các thôn: Lam Thủy, Hồng Khánh, Hồng Thịnh, Hồng Tiến, An Tiên, Hồng Nhất.
- Vùng "làng đảo" là thôn Hồng Lam, một cù lao giữa sông Lam.

## Giao thông
- Xã Xuân Giang có Quốc lộ 1 chạy qua.

## Lịch sử
Cuối năm 1945, sau cách mạng tháng Tám, 5 tổng với 33 làng, xã, thôn, trang của huyện Nghi Xuân từ được tổ chức lại thành 13 xã mới. Các xã Tả Ao, Tiên Cầu, thôn Ngọc Lâm (thuộc tổng Xuân Viên) nhập với thôn Cẩm Mỹ và xã Khải Mông (tổng An Hồng) thành xã Giang Nam. Sau đó lại sáp nhập với xã An Lạc (gồm Gia Hoà, Trung Lộc, Thương Thôn) thành xã An Giang kéo dài từ trung tâm huyện lỵ đến Gia Lách.
Sau kháng chiến chống Pháp và hoàn thành cải cách ruộng đất, huyện Nghi Xuân được chia thành 18 xã, cùng bắt đầu bằng chữ Xuân. Tên xã Xuân Giang có từ đây, gồm một phần xã Uy Viễn, toàn bộ các xã Tả Ao, Tiên Cầu, Ngọc Lâm và Cẩm Mỹ. Năm 1985, tách thôn Giang Thủy và một phần đất Cửa Trạch, Cửa Triều cũ gồm dân số đội 5 và đội 6 để cùng với một phần xã Tiên Điền thành lập thị trấn Nghi Xuân.
Các thôn (xã) Tả Ao và Tiên Cầu được tách từ xã Ao Cầu từ triều Nguyễn. Sau này xã Tiên Cầu đổi thành thôn An Tiên, xã Tả Ao được tách ra thành 3 thôn: Tả Ao (nay đổi là Hồng Tiến), Hồng Thịnh, Hồng Khánh. Thôn Lam Thủy mới có tên từ sau năm 1990 trước là đội 5 và đội 6 cũ sáp nhập với thôn Hồng Nhất.

## Di tích lịch sử
- Dấu tích đền miếu và đền Huyện thờ Lý Nhật Quang ở làng Tả Ao, là địa điểm binh đồn lúc ông được Lý Thái Tổ biệt phái trấn thủ Hoan Châu. Làng Tiên Cầu cũng có đền thờ vọng Lý Nhật Quang nay chỉ còn trung điện[4].

## Danh nhân
- Lê Đăng Truyền, hiệu Lạc Xuân, gốc ở Tiên Bào, trú tại Tả Ao, sinh năm Quý Hợi (1683). Ông được người đời tôn xưng là "Nghệ An tứ hổ". Năm Mậu Tuất 1718 đỗ Tam giáp đồng tiến sĩ cấp đệ, tháng 8 cùng năm ông được cử đến cửa quan ải đón tiếp sứ giả nhà Thanh. Ông mất vào tháng 9 cùng năm.
- Đậu Minh Dương, cùng với Lê Đăng Truyền và Ngự sử Đặng Vinh là 3 trong "Nghệ An tứ hổ", làm đến chức tri phủ Thiệu Thiên, năm Quý Sửu (1732) được phong làm Lang Trung Bộ Hộ. Ông mất lúc 59 tuổi.
- Đặng Thái Bàng, tự là Mộ Trức người Uy Viễn, làm tới chức Trung thị nội tả công phú, hữu tham nghị Sơn Nam. Ông đã từng diễn bộ kinh dịch ra quốc âm.
- Nguyễn Công Trứ: tự là Hi Văn, hiệu Cảnh Sơn chú nhân, còn có tên hiệu là Ngộ Trai, Tồn Chất, quê làng Uy Viễn, làm đến chức hữu tham tự bộ hình và Tổng đốc Hải Dương, phủ doãn Thừa Thiên. Năm Tự Đức thứ 12 (1860) ông mất tại nhà riêng, thọ 83 tuổi.
- Nguyễn Trí, người làng Uy Viễn, từng giúp chúa Trịnh đánh nhà Mạc.
- Ngô Kim Chinh, người làng Báu Lâm, được bổ làm huyện thừa Nam Đường.
- Vũ Đức Huyền, được gọi là thánh sư địa lý, nhà thuật sĩ, tên thân mật là Ông Tả Ao hay ông Bờ Ao. Có sách nói ông họ Nguyễn người Tiên Cầu nhà ở Tả Ao. Ông vẫn là người thực nổi danh, có vợ con vườn tược trong khu vực đền Huyện. Ông nổi danh với nhiều huyền thoại được lưu truyền. Ông không truyền nghề mà chỉ để lại hai bộ sách là "Địa đạo điển ca" gồm 120 câu và "Dã đàm địa lý".